# Earl of Middleton

Wappen der Earls of Middleton

Earl of Middleton war ein erblicher britischer Adelstitel in der Peerage of Scotland.

## Verleihung
Der Titel wurde am 1. Oktober 1660 für den Militär John Middleton geschaffen. Zusammen mit dem Earldom wurde ihm der nachgeordnete Titel Lord Clermont and Fettercairn verliehen. Die Titel wurden mit der besonderen Erbregelung verliehen, dass sie in Ermangelung direkter männlicher Nachkommen auch an sonstige männliche Erben übertragbar sein sollten, soweit diese rechtmäßig den Namen und das Wappen der Familie Middleton annähmen. Außerdem erhielt die Verleihung den besonderen Zusatz, dass die Titel hinsichtlich der Protokollarischen Rangordnung als bereits im September 1656 geschaffen gelten sollten.
Seinem Sohn, dem 2. Earl, wurden die Titel am 2. Juli 1695 wegen Hochverrats durch Parlamentsbeschluss aberkannt, als dieser sich zum entthronten König Jakob II. ins französische Exil begab.

## Liste der Earls of Middleton (1660)
- John Middleton, 1. Earl of Middleton (1619–1674)
- Charles Middleton, 2. Earl of Middleton (1649/1650–1719) (Titel verwirkt 1695)